# Édipo em Colono

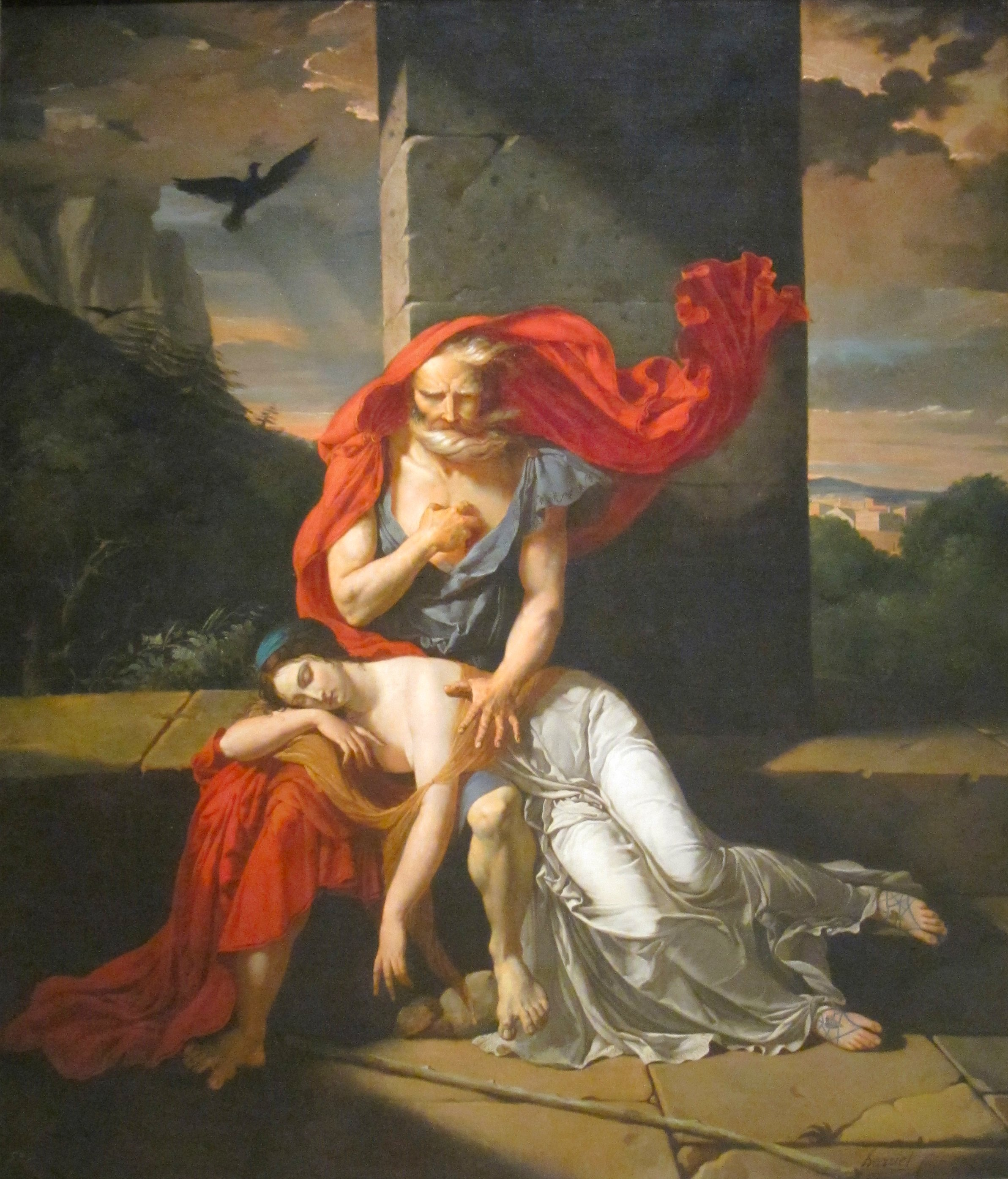
Édipo em Colono, de Fulchran-Jean Harriet.

Édipo em Colono (em grego antigo, Οἰδίπους ἐπὶ Κολωνῷ, transl. Oidipous epi Kolōnō) é uma das tragédias de Sófocles que integram a chamada trilogia tebana, juntamente com Édipo Rei e Antígona. Cronologicamente, a trama se situa depois de Édipo Rei e antes de Antígona.  Provavelmente a peça foi concluída em 406 a.C. ou 405 a.C., pouco antes da morte do autor, e foi encenada postumamente, em 401 a.C..
A peça descreve o fim da trágica vida de Édipo. Sófocles estabelece o local da morte de Édipo em Colono  (em grego:  Ίππειος Κολωνός, transl. Hippeios Kolonós), um demo situado a cerca de um quilômetro a noroeste de Atenas.

## Traduções
- VIEIRA, Trajano. Édipo em Colono de Sófocles. São Paulo: Perspectiva, 2005.
- SÓFOCLES. Édipo em Colono. Trad. Donaldo Schüler. Porto Alegre: L&PM, 2003
- SÓFOCLES. A trilogia tebana. Trad. Mário da Gama Kury. Rio de Janeiro, Jorge Zahar Ed.
- SÓFOCLES. Édipo em Colono. Trad. Maria do Céu Zambujo Fialho. Coimbra: Minerva, 1996.